# Llei bala (Mèxic)

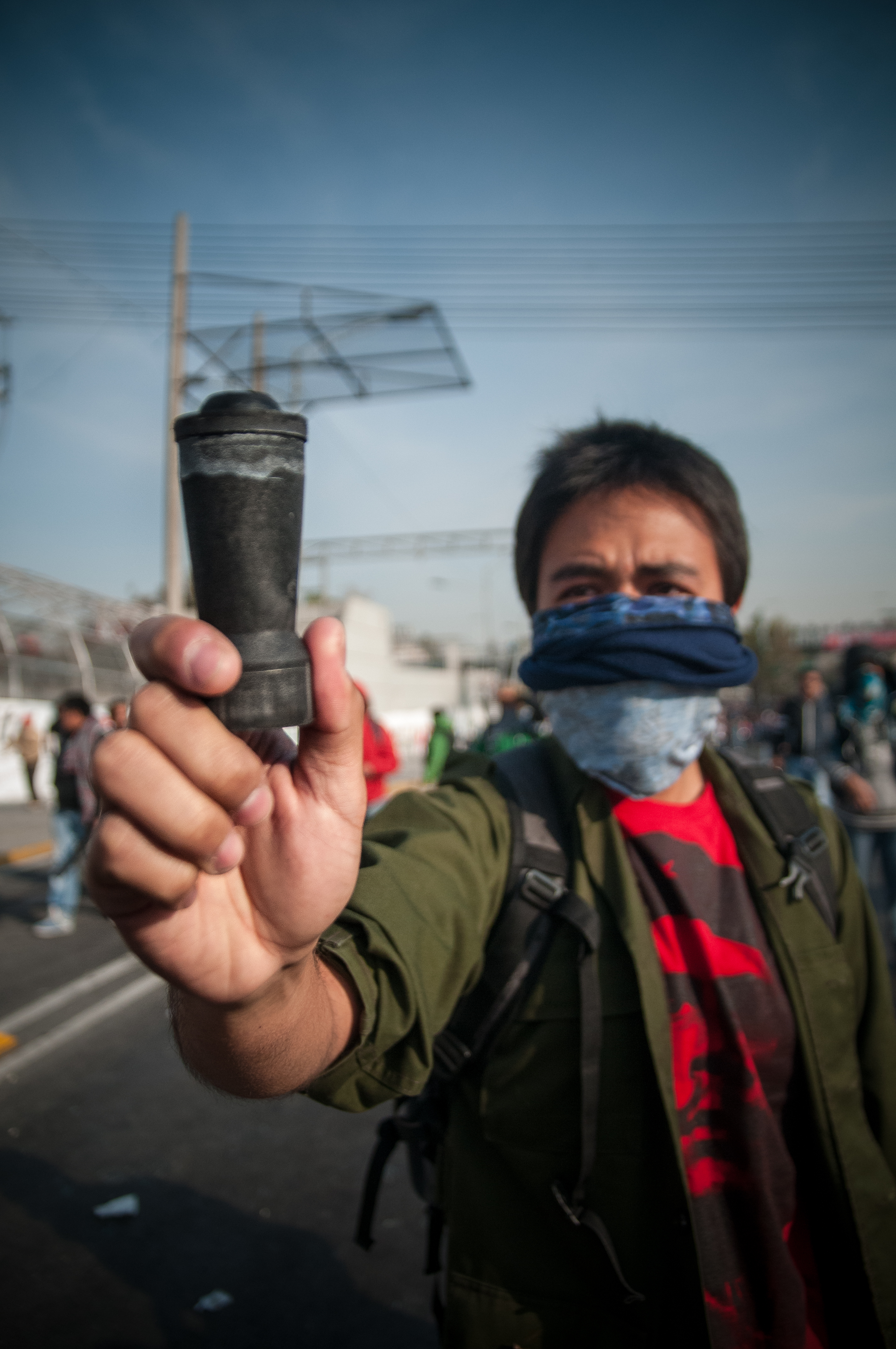
Un manifestant mexicà ensenya una bala de goma emprada durant els disturbis de l'1 de desembre de 2012 a la Ciutat de Mèxic. Les "lleis bala" faculten als cossos policíacs dels estats del país a utilitzar aquest tipus d'armes no letals durant les protestes.

El terme "llei bala" (en castellà: ley bala) es refereix a tot un seguit de projectes legislatius a Mèxic que tenen com a fi la regulació de la força pública dels cossos policíacs, inclòs l'ús de bales de goma o gas lacrimogen per part de policies antidisturbis en el control de detinguts o manifestacions.
El nom és usat per periodistes i opositors a causa de l'ambigüitat que organitzacions de drets humans i ciutadans han detectat en les disposicions reguladores que podrien derivar en abusos, específicament en l'ús del que denominen "armes incapacitants no letals", com les bales de goma —d'on prové el terme — equipació antidisturbis com escuts, escopetes adaptades per al llançament de gas lacrimogen, gas pebre i armes d'electroxoc, entre d'altres, i aplicar-la en contra d'activistes que utilitzen la manifestació pública com a recurs polític de protesta.

## Chiapas
El 4 de juny de 2014 el Congrés de l'Estat Lliure i Sobirà de Chiapas va aprovar el Codi que estableix l'Ús Legítim de la Força per les Institucions de la Seguretat Pública de l'Estat de Chiapas. Pel seu contingut va ser denominat Llei Bala chiapaneca o Llei Garrot i rebutjat per organismes defensors dels drets humans per atemptar, en la seva consideració, contra el dret a la protesta.
Segons la valoració del Front per la Llibertat d'Expressió i la Protesta Social a Mèxic (FLEPSM) el codi era vague en els criteris de la determinació d'una marxa pacífica o violenta, així com a l'hora d'autoritzar i coordinar la dissolució de protestes amb l'ús de la força pública en cas d'ocórrer fets de violència, en lloc de resoldre situacions específiques de manifestants violents i permetre la continuació de protestes pacífiques, que estan garantides per la constitució. Els legisladors impulsors de la disposició van argumentar que el codi havia sigut revisat prèviament per la Creu Roja Internacional i la CNDH. El codi va ser abrogat per la legislatura de Chiapa a causa de la pressió social el 12 d'agost del mateix any.

## Puebla
El 19 de maig de 2014, el Congrés de Puebla va promulgar la Llei per a Protegir els Drets Humans i que Regula l'Ús Legítim de la Força per Part dels Elements de les Institucions Policials de l'Estat, proposada pel governador Rafael Moreno Valle Rosas. Nomenada com a Llei bala, va ser oposada des del principi. Segons l'aleshores secretari de govern de Puebla, Luis Maldonado Venegas, la llei seguia protocols internacionals detallats i l'oposició a la norma estaria basada en interpretacions confuses. El 22 de maig va ser eliminat de la llei l'article que permetia l'ús d'armes letals en les manifestacions públiques.
L'oposició d'algunes organitzacions de drets humans i ciutadans es va incrementar després dels fets del Cas Chalchihuapan, que va suposar l'enfrontament de manifestants i policies pel qual va morir un jove. Després d'aquests fets, la inconformitat contra la llei va augmentar i va acabr resultant en més manifestacions.
El 21 de juliol, el governador Moreno Valle Rosas va enviar una proposta d'abrogació de llei al congrés de l'estat, tot argumentant que malgrat ser una mesura legal era estigmatitzada.
Segons el FLEPSM aquesta llei és perillosa per l'ambigüitat dels criteris que defineixen una manifestació com a violenta. L'organització Article 19 va opinar que la llei "atempta contra la protesta social i viola els drets humans". El govern de l'estat va respondre a les crítiques afirmant que la CNDH havia revisat i donat el vist-i-plau a la mesura. El 4 de maig de 2015 la muller del governador, Martha Erika Alonso, va ser increpada a Nova York per manifestants opositors a la mesura.
Malgrat la proposta de derogació enviada l'agost de 2015, la llei no va ser suspesa fins al 17 de setembre de 2018, quan els diputats locals en van aprovar la derogació amb el suport de la majoria Morena del congrés.
El 17 de març de 2016 l'assemblea de Mèxic va aprovar la Llei que Regula l'Ús de la Força Pública, també coneguda com a Llei Atenco, que regula l'ús de força policíaca, incloent les letals, per al control de la seguretat pública.